# In Tribute
In Tribute — студийный альбом американской певицы и пианистки Дайан Шуур, выпущенный в 1992 году на лейбле GRP Records. Для альбома певица записала тринадцать стандартов, каждый из которых посвящён одной из джазовых певиц: Билли Холидей (в её честь две песни), Хелен Морган, Аните О’Дэй, Саре Воан, Кармен Макрей, Элле Фитцджеральд, Либби Холман, Пегги Ли, Дине Вашингтон, Айви Андерсон, Нэнси Уилсон и Мейбл Мерсер.

## Отзывы критиков
| Оценки критиков                            | Оценки критиков |
| Источник                                   | Оценка          |
| ------------------------------------------ | --------------- |
| AllMusic                                   | [ 2 ]           |
| The Encyclopedia of Popular Music          | [ 3 ]           |
| MusicHound Jazz: The Essential Album Guide | [ 4 ]           |
| The Rolling Stone Jazz & Blues Album Guide | [ 5 ]           |

Скотт Яноу из AllMusic отметил, что в большинстве случаев аранжировки для оркестра немного утяжеляют музыку, и ни одно из исполнений Шуур не достигает высот её образцов для подражания, и тем не менее, голос Дайан Шуур довольно привлекателен, и сам по себе этот искренний диск в целом приятен. Рецензент Cash Box заявил, что Шуур уже давно является уважаемой вокалисткой в музыкальной индустрии, но в этом проекте она и исполнительный продюсер Дейв Грусин действительно превзошли самих себя.

## Список композиций
1. «Them There Eyes» (Масео Пинкард, Дорис Таубер, Уильям Трейси) — 3:46
2. «The Man I Love» (Джордж Гершвин, Айра Гершвин) — 4:43
3. «God Bless the Child» (Билли Холидей, Артур Херцог мл.) — 4:13
4. «Sweet Georgia Brown» (Бен Берни, Кеннет Кейси, Масео Пинкард) — 3:01
5. «Guess I’ll Hang My Tears Out to Dry» (Сэмми Кан, Джул Стайн) — 4:59
6. «’Round Midnight» (Берни Ханиген, Телониус Монк, Кути Уильямс) — 6:35
7. «How High the Moon» (Нэнси Хэмилтон, Морган Льюис) — 3:05
8. «Body and Soul» (Фрэнк Эйтон, Джонни Грин, Эдвард Хейман, Роберт Соур) — 5:01
9. «Black Coffee» (Сонни Берк, Пол Фрэнсис Уэбстер) — 3:15
10. «Love for Sale» (Коул Портер) — 3:24
11. «Sophisticated Lady» (Дюк Эллингтон, Ирвинг Миллс, Митчелл Пэриш) — 3:46
12. «The Best Is Yet to Come» (Сай Коулман, Кэролин Ли) — 3:41
13. «Ev’ry Time We Say Goodbye» (Коул Портер) — 7:06

## Чарты

### Еженедельные чарты
| Чарт (1992)                     | Высшая позиция |
| ------------------------------- | -------------- |
| США (Billboard Top Jazz Albums) | 2              |

### Годовые чарты
| Чарт (1992)                     | Позиция |
| ------------------------------- | ------- |
| США (Billboard Top Jazz Albums) | 6       |